# 让娜·施奈德
让娜·施奈德（法語： Jeanne Schneider，1939年12月20日—2006年4月20日）是一名法国罪犯 ，主要在法國活動，但也在加拿大和魁北克省活動。

## 生平
1961年2月15日，让娜·施奈德生下了一个女孩，名叫米里耶勒，父亲未知。
她在1965年结识了雅克·梅斯里纳。
1968年2月6日，雅克·梅斯里纳逃脱了警察的追捕，与让娜·施奈德一起逃到了加拿大魁北克省。雅克·梅斯里纳已离婚，让娜·施奈德则是一名應召女郎，据梅斯里纳称，她的皮条客被他杀死了。
1968年7月，两人抵达蒙特利尔。他们在残疾百万富翁乔治·德洛里耶手下工作，被解雇后于1969年1月12日绑架了他，向他的弟弟马塞尔索要了20万美元的赎金。但乔治·德洛里耶设法逃脱了。
1969年6月26日，梅斯里纳和施奈德两人离开了藏身的佩尔塞三姊妹汽车旅馆，非法越境進入美国。6月30日，汽车旅馆老板埃弗利娜·勒布蒂利耶被勒死的尸体在她位于佩尔塞的家中被发现。在美国逃亡期间，梅斯里纳和施奈德在阿肯色州的德克薩卡納被捕，并被引渡到魁北克省。
1969年8月17日，梅斯里纳和施奈德从佩尔塞监狱逃脱，但第二天被抓获。1969年8月，他们分别因绑架和关押乔治·德洛里耶被判处十年和五年监禁。1971年1月，梅斯里纳和施奈德因埃弗利娜·勒布蒂利耶的謀殺获判无罪。
让娜·施奈德还在1983年2月1日生下了一个儿子，名叫格扎维埃。她决定结束自己的罪犯生涯，与孩子的父亲一起抚养孩子。

## 著作
- Je n'ai pas le droit à l'oubli - il était une fois Janou et Jacques Mesrine, Hachette Littérature, 1980.